# Cizay-la-Madeleine
Cizay-la-Madeleine – miejscowość i gmina we Francji, w regionie Kraj Loary, w departamencie Maine i Loara.
Według danych na rok 2010 gminę zamieszkiwało 498 osób, a gęstość zaludnienia wynosiła 26 osób/km².